# BBDO Nordics
BBDO Nordics, fram till år 2021 under namnet Ehrenstråhle, är en svensk reklambyrå.
Byrån har länge varit en av Sveriges ledande byråer för business-to-business-reklam. När reklamtävlingen 100-wattaren skulle sammanfatta åren 1990-2009 var Ehrenstråhle den mest belönade byrån under perioden.

## Historik
Byrån grundades 1972 som Ehrenstråhle, Larsson, Lembke av Per Ehrenstråhle, Jan Larsson och Rolf Lembke. För att undvika sammanblandning med andra företag startade av Lembke ändrades namnet till Ehrenstråhle & Co i februari 1977. Utöver huvudkontoret i Stockholm etablerades även ett kontor i London, Ehrenstråhle & Co, Ltd.
År 1980 köptes aktiemajoriteten av amerikanska byrånätverket BBDO. Samma år vann Ehrenstråhle & Co fyra guldägg för kampanjer för SKF.
Per Ehrenstråhle stannade kvar på byrån fram till 2008.
År 2014 flyttades Ehrenstråhle från BBDO till DDB, som ägdes av samma företag. Namnet blev därefter Ehrenstråhle DDB.
År 2017 etablerades ett kontor i Malmö och byrån DDB Göteborg fusionerades med Ehrenstråhle.
BBDO-nätverket hade parallellt med Ehrenstråhle haft en till byrå kallad ANR BBDO som var mer orienterad åt konsumentreklam. Denna byrå såldes och lämnade BBDO under år 2020. I april 2021 blev istället Ehrenstråhle BBDO:s främsta byrå för Sverige och Norden och bytte samtidigt namn till BBDO Nordics.

## Ledning
Martin Kubu var vd för Ehrenstråhle från år 2002. Från år 2019 var istället Erik Årnell vd.